# Panus purpuratus
Panus purpuratus är en svampart som beskrevs av G. Stev. 1964. Panus purpuratus ingår i släktet Panus och familjen Polyporaceae.   Inga underarter finns listade i Catalogue of Life.